# Christine Darmstadt
Christine Darmstadt (* 4. März 1937; † 4. April 2014) war eine Bochumer Kunsthistorikerin.
Ausgehend von ihrem Büro für „Farbgestaltung und authentische Instandsetzung historischer Gebäude“, konzipierte Christel Darmstadt im Laufe ihrer 30-jährigen Tätigkeit die Farbwahl bei der Sanierung historischer Bauten und vermittelte ihr Wissen und ihre Erfahrungen in Form zahlreicher Vorträge und Veröffentlichungen.

## Tätigkeit und Wirken
Christine Darmstadt war deutschlandweit tätig, der Schwerpunkt ihrer Arbeit lag im Ruhrgebiet. Zu ihren herausragenden Projekten in der Region gehören die Farbkonzepte für die Sanierung ehemaliger Werkssiedlungen (Dahlhauser Heide in Bochum; Siedlung Fürst Hardenberg in Dortmund) sowie die Entwürfe für die Neufassungen verschiedener Kirchen wie etwa die Heilig-Kreuz-Kirche in Gelsenkirchen oder auch die Lutherkirche am Stadtpark in Bochum. Für ihre Farbgestaltung des Hauptbahnhofs Hamm wurde sie mit der Europa-Nostra-Auszeichnung geehrt, ein europaweit vergebener Preis für den gelungenen Erhalt eines Kulturerbes. Aufgrund ihres Engagements für den Erhalt des Stadtbildes, das sie als Vorsitzende der „Bürgeraktion für bedrohte Bochumer Kirchenbauten“ betrieb, wurde sie 2013 mit der Ehrenplakette der Stadt Bochum geehrt.

## Werke
- Häuser instand setzen, stilgerecht und behutsam. Verlagsanstalt Handwerk 1999, ISBN 978-3-87864-250-3
- Sakrale Baukunst in Bochum. Schürmann & Klagges Verlag 2003, ISBN 978-3-920612-94-2
- Historismus und Jugendstil. Wittener Bürgerhäuser der Jahrhundertwende, Witten 1973.